# 宮崎晃
宮崎 晃（みやざき あきら、1934年10月27日 - 2018年11月25日）は、日本の映画監督、脚本家。東京市（現東京都）荒川区出身。

## 来歴
1934年、東京市荒川区日暮里に生まれる。東京都立北園高等学校を卒業後、出版社で働くかたわら新劇の演出家を志す。4年間の社会人生活の後、東京外国語大学ロシア語科へ入学。
1961年、大学卒業と同時に松竹大船撮影所の助監督試験に合格して入社。野村芳太郎や山田洋次の助監督を務める。山田作品の多くでは脚本も共同執筆、『男はつらいよ』シリーズにも第2～6作、第11作に参加した。1971年、「泣いてたまるか」で監督デビュー。1975年、戯曲『青い鳥』をベースにした「想い出のかたすみに」監督。1975年、「友情」監督。その後、松竹の契約監督になる。
1977年、友人の紹介により、遠藤政治監督のテレビアニメ『あらいぐまラスカル』の脚本を担当し、共同監督だった斎藤博と知り合う。以降、アニメの脚本も手がける。
2018年11月25日、胆管がんのため埼玉県内の病院で死去。84歳没。

## 作品

### 映画（監督）
- 泣いてたまるか（1971年、松竹）
- 想い出のかたすみに（1975年、松竹）
- 友情（1975年、松竹）

### 映画（脚本）
- 九ちゃんのでっかい夢（1967年、松竹）
- 喜劇 一発勝負（1967年、松竹）
- ハナ肇の一発大冒険（1968年、松竹）
- 続・男はつらいよ（1969年、松竹）
- 男はつらいよ フーテンの寅（1970年、松竹）
- 新・男はつらいよ（1970年、松竹）
- 男はつらいよ 望郷篇（1970年、松竹）
- 家族（1970年、松竹）
- 男はつらいよ 純情篇（1970年、松竹）
- 望郷（1971年、松竹）
- 故郷（1972年、松竹）
- 男はつらいよ 寅次郎忘れな草（1973年、松竹）
- 流れの譜（1974年、松竹）
- ガキ大将行進曲（1978年、映像企画）
- ぼくは蒸気機関車に乗った（1982年、東映）
- 結婚（1982年）
- わが愛の譜 滝廉太郎物語（1993年、東映）

### テレビ映画（監督・脚本）
- 泣くな源太郎 恋のトラック特急（1978年、テレビ朝日）

### テレビドラマ（脚本）
- 花くれないに（1969年、フジテレビ）
- 坊っちゃん（1970年、日本テレビ）
- 青春の挽歌（1971年、フジテレビ）
- ボクのしあわせ（1973年、フジテレビ）
- 青葉繁れる（1974年、TBS）
- 悪妻行進曲（1977年、木下プロ・TBS）
- 華やかな孤独（1978年、木下プロ・TBS）
- アヒル大合唱（1978年、木下プロ・TBS）
- オレンジ色の愛たち（1979年、TBS）
- 海辺の家族（1980年、NHK）
- 必殺仕事人V・激闘編（1985年、朝日放送）
- 遊びの時間は終らない (1985年 TBS)

### テレビアニメシリーズ（脚本）
- あらいぐまラスカル（1977年、日本アニメーション、フジテレビ）
- ペリーヌ物語（1978年、日本アニメーション、フジテレビ）
- トム・ソーヤーの冒険 （1980年、日本アニメーション、フジテレビ）
- 南の虹のルーシー（1982年、日本アニメーション、フジテレビ）
- 牧場の少女カトリ（1984年、日本アニメーション、フジテレビ）
- 青春アニメ全集（1986年、日本アニメーション、日本テレビ）
- オズの魔法使い（1986年、パンメディア、テレビ東京）
- 愛の若草物語（1987年、日本アニメーション、フジテレビ）
- 新グリム名作劇場（1988～1989年、日本アニメーション、テレビ朝日）
- 小さなアヒルの大きな愛の物語 あひるのクワック（1989年、テレスクリーン、テレビ東京）
- 楽しいムーミン一家（1990年、テレスクリーン、テレビ東京）
- 大草原の小さな天使 ブッシュベイビー（1992年、日本アニメーション、フジテレビ）

### テレビアニメスペシャル（脚本）
- 怪盗ルパン813の謎（1979年、タツノコプロ、フジテレビ）のちに劇場公開
- まえがみ太郎（1979年、日本アニメーション、フジテレビ）
- あしながおじさん（1980年、タツノコプロ、フジテレビ）
- 雲のように風のように（1991年、スタジオぴえろ、日本テレビ）
- 世界名作劇場・完結版 ペリーヌ物語（2001年、日本アニメーション、BSフジ）

### 劇場アニメ（脚本）
- あらいぐまラスカル（1977年、日本アニメーション、東映）
- ゆき（1981年、にっかつ児童映画・虫プロ、日活）
- 世界名作童話 アラジンと魔法のランプ（1982年、東映動画、東映）
- ペリーヌ物語（1990年、日本アニメーション、東宝東和）
- 楽しいムーミン一家 ムーミン谷の彗星（1992年、テレスクリーン、松竹）
- 邦ちゃんの一家ランラン（1994年、日本アニメーション・萩本企画、東宝）

### ビデオアニメ（脚本）
- 青春夫婦物語 恋子の毎日 全2話（1989年 - 1990年、日本映像）
- 殺人切符はハート色（1990年、日本映像）

## 著書
- 『華やかな孤独』三笠書房、1978年
- 『オレンジ色の愛たち』瀬戸春生共著、三笠書房、1979年10月